# Minestra maritata (gastronomia piemontese)
La minestra maritata (in piemontese minestra marià) o riso al verde è un piatto tradizionale piemontese. Si tratta di un alimento primaverile a base di riso, spinaci, e uova molto diverso dall'omonima pietanza campana.

## Etimologia e storia
Il termine "maritata" è dovuto al fatto che l'uovo contenuto nella minestra si "sposa", ovvero funge da legante, con gli altri ingredienti. Il piatto ha antiche origini, ed è stato per secoli consumato nell'area compresa fra Vercelli, Casale Monferrato e Novara, che sono ancora oggi luoghi ricchi di risaie.

## Preparazione
Dopo aver pulito, lavato e tritato gli spinaci, farli insaporire in una casseruola con del burro, versare il brodo di carne, e aggiungere il riso. In una zuppiera aggiungere un uovo, del formaggio grattugiato e, versando poco a poco, sempre sbattendo, prima il brodo, e poi il resto della minestra. Insaporire con altro formaggio grattugiato. Se lo si desidera, si può versare del latte nel piatto per renderlo più cremoso.
Alcuni consigliano di servire la zuppa maritata qualche minuto dopo averla cotta affinché la crema all'uovo e il formaggio si leghino bene, e di accompagnare la minestra con vino Pinot dell'Oltrepò.

## Varianti
Una ricetta occitana vuole che si aggiungano, durante la stagione giusta, erbe selvatiche come gli spinaci di montagna (buon enrico) oltre a quelli coltivati.